# Thomas Jefferson (acteur)
Pour les articles homonymes, voir Thomas Jefferson (homonymie) et Jefferson.
Thomas Jefferson est un acteur américain, né le 10 septembre 1856 à New York et mort le 2 avril 1932 à Hollywood (Californie), qui a joué principalement dans des films muets.

## Biographie
Thomas Jefferson est le fils du très célèbre acteur Joseph Jefferson.

## Filmographie
- 1914 : The Seats of the Mighty de T. Hayes Hunter : Louis, roi de France
- 1914 : Under the Gaslight de Lawrence Marston : M. Courtland
- 1914 : Classmates de James Kirkwood Sr. : M. Irving
- 1914 : Rip Van Winkle : Rip Van Winkle
- 1915 : The Sable Lorcha de Lloyd Ingraham : Robert Cameron et Donald Cameron
- 1915 : Dora Thorne : le père de Dora Thorne
- 1915 : Ghosts de George Nichols
- 1915 : The Fencing Master de Raoul Walsh : Monsieur La Rogue
- 1915 : The Shadows of a Great City
- 1915 : Up from the Depths de Paul Powell : le père White
- 1916 : A Child of Mystery de Hobart Henley : Giuseppe
- 1916 : The Missing Links de Lloyd Ingraham : Arthur Gaylord
- 1916 : The Mainspring de Jack Conway : James Sharp
- 1916 : Little Eve Edgarton de Robert Leonard : Paul R. Edgarton
- 1916 : A Romance of Billy Goat Hill de Lynn Reynolds : Professeur Querrington
- 1917 : An Old Fashioned Young Man de Lloyd Ingraham : James Trent, alias James D. Burke
- 1917 : Polly Put the Kettle On de Douglas Gerrard : M. Vance
- 1918 : A Hoosier Romance de Colin Campbell : Jeff Thompson
- 1918 : Tarzan chez les singes (Tarzan of the Apes) de Scott Sidney : Professeur Porter
- 1918 : The Romance of Tarzan de Wilfred Lucas : Professeur Porter
- 1919 : Delivrance de George Foster Platt : Joseph Jefferson
- 1919 : Un reportage tragique (The Grim Game) de Irvin Willat : Dudley Cameron
- 1919 : Married in Haste d'Arthur Rosson : Downer
- 1919 : The Other Half de King Vidor : Caleb Fairman
- 1919 : La Sacrifiée (Her Kingdom of Dreams), de Marshall Neilan : Bassett
- 1919 : Lombardi, Ltd. de Jack Conway : James Hodkins
- 1919 : The Spender de Charles Swickard : T. W. Bisbee
- 1919 : Sis Hopkins de Clarence G. Badger : Pa Hopkins
- 1920 : White Youth (en) de Norman Dawn : François Cayetane
- 1920 : The Forged Bride de Douglas Gerrard : Bill Butters
- 1920 : Help Wanted-Male de Henry King : Harris
- 1920 : The Little Grey Mouse de James P. Hogan
- 1920 : The Girl in the Web de Robert Thornby : Samuel Van Zile Janney
- 1920 : Hearts Are Trumps de Rex Ingram : Dyson
- 1920 : A Splendid Hazard de Allan Dwan : Dr Ferraud
- 1921 : The Idle Rich de Maxwell Karger : Oncle Coolidge
- 1921 : My Lady's Latchkey de Edwin Carewe : Ruthven Smith
- 1921 : Rip Van Winkle de Ward Lascelle : Rip Van Winkle
- 1921 : Les Caprices du cœur (Straight from Paris) de Harry Garson : Henri Trevel
- 1922 : The Son of the Wolf (en) de Norman Dawn : Chef Thling Tinner
- 1922 : Régina (Beauty's Worth) de Robert G. Vignola : Peter
- 1922 : Good Men and True de Val Paul : Simon Hibbler
- 1922 : L'Audace et l'Habit (A Tailor-Made Man) de Joseph De Grasse : Gerald Whitcomb
- 1922 : The Vermilion Pencil (en) de Norman Dawn : Ho Ling
- 1925 : The Thoroughbred de Oscar Apfel
- 1927 : The Fortune Hunter de Charles Reisner : Sam Graham
- 1927 : Prince sans amour (Paid To Love) de Howard Hawks : le roi
- 1927 : L'Aurore (Sunrise: A Song of Two Humans) de Friedrich Wilhelm Murnau : vieux pêcheur
- 1928 : Soft Living de James Tinling : Philip Estabrook
- 1929 : La Revue en folie (On with the Show!), d'Alan Crosland : « Dad »
- 1930 : Cœur et Cambriole (Double Cross Roads) de George E. Middleton et Alfred L. Werker : le gardien
- 1930 : Just Like Heaven de Roy William Neill : Michael
- 1930 : Lightnin' de Henry King : Walter Lannon
- 1931 : Ten Nights in a Bar Room de William O'Connor : pilier de bar
- 1932 : Amour défendu (Forbidden) de Frank Capra : Wilkinson